# Evangelische Kirche (Züschen)

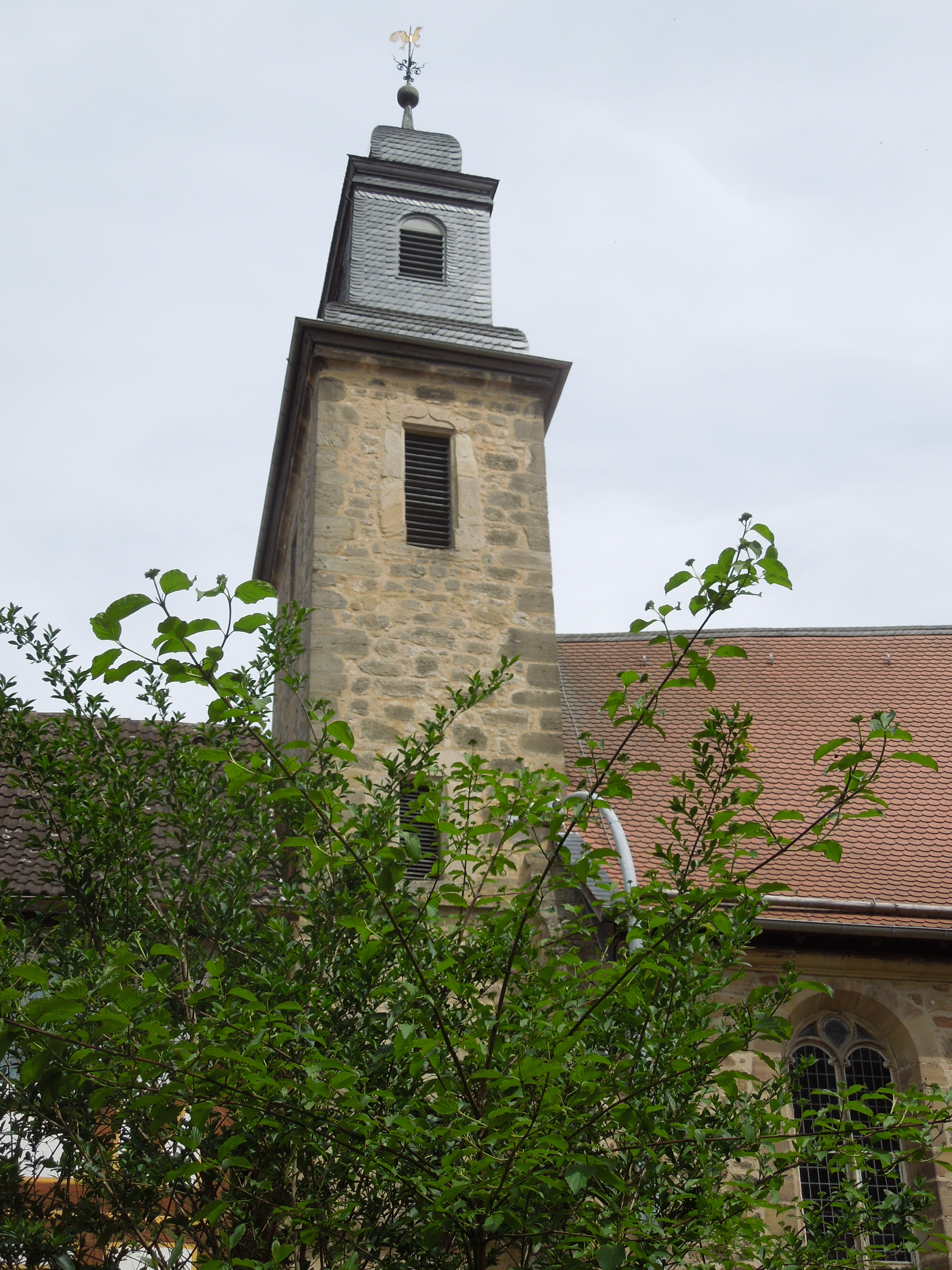
Evangelische Kirche Züschen

Die Evangelische Kirche Züschen ist ein Kirchengebäude im Stadtteil Züschen von Fritzlar im Schwalm-Eder-Kreis in Hessen. Die Kirchengemeinde Züschen-Haddamar-Heimarshausen gehört zum Kirchenkreis Schwalm-Eder im Sprengel Marburg der Evangelischen Kirche von Kurhessen-Waldeck.

## Geschichte
1357 wurde eine gotische Kapelle in Züschen errichtet. An deren Stelle wurde 1604 bis 1609 die heutige Kirche mit einem unregelmäßig trapezförmigen Grundriss und einem Westturm errichtet; die Portale wurden im Baustil der Spätrenaissance erstellt. Während des Dreißigjährigen Krieges wurde die Stadtkirche 1640 durch einen Brand schwer beschädigt. Das hohe Satteldach und der Fachwerkgiebel mussten danach neu errichtet werden. 1969 wurde der Innenraum im Rahmen einer umfassenden Renovierung wesentlich umgestaltet und eine helle, lichtdurchflutete Kirche geschaffen.
Besonderheiten sind die Sandsteinkanzel aus dem Jahr 1611 und ein Epitaph aus dem Jahr 1693. Das Geläut besteht aus den drei Glocken Glaube, Liebe und Hoffnung.